# Migliarelli
Migliarelli is een plaats (frazione) in de Italiaanse gemeente Montegallo.